# POP BLUE
POP BLUEは、CROSS FMで放送されていたラジオ番組。ナビゲーターはPERIDOTSのタカハシコウキ。毎週水曜日24:00-25:00に放送されていた番組である。